# ユノ・マイルズ
ユノ・マイルズ（Yuno Miles）はアメリカのラッパー。2021年に音楽活動を開始し、奇妙な歌詞とリズム感の欠如、アンダーグラウンドなプロダクションで注目を集めた。2024年には、アメリカのラッパー、カニエ・ウェストのアルバム『Vultures 2』でのコラボレーションを通じて、さらに注目を浴びた。カニエとその娘でミュージシャンのノース・ウェストは、共にマイルズをお気に入りのアーティストの一人に挙げている。

## キャリア
マイルズはアメリカ合衆国・ミシガン州出身のラッパーである。彼の音楽活動が初めて注目されたのは2021年で、TikTokを通じて人気を集めた。マイルズは「ミームラッパー（ネタ系ラッパー）」として知られ、ヒップホップにユーモアを取り入れたスタイルが特徴である。彼自身、TikTokで自分の音楽をネタにしたユーモアあふれるキャプションとともに投稿することが多い。2023年には、ラッパーのバラルク（Balarke）とのビーフに巻き込まれ、ディストラック「Balarke Diss」をリリースするに至った。
2024年には、マーティン・ルーサー・キング・ジュニアに「ラップとトラップの才能を与えてくれたこと」への感謝をぎこちない歌で表現した楽曲「Martin Luther King」がバイラルヒットとなった。マイルズは2024年2月にライブ会場・The Crofootで初のライブパフォーマンスを行い、同年8月にはアイオワ州を皮切りに初のツアーを開始した。しかし、初回公演の後、ツアーの残り全てをキャンセルした。
マイルズはアメリカのラッパー、カニエ・ウェストのアルバム『Vultures 2』の楽曲「Bomb」にフィーチャリングで参加した。また、ミュージックビデオにもカメオ出演しており、黒いマスクを着けた状態で高速チェイスをするシーンに登場している。2024年8月には、韓国で開催された『Vultures 2』のリスニングパーティーでカニエと共にこの曲をパフォーマンスした。さらに、2025年にカリフォルニアで開催される音楽フェス「Rolling Loud」のラインナップにも名前が挙げられた。しかし後に、本人がYouTubeの動画で「個人的な事情」を理由に出演しないことを発表し、その離脱についての楽曲もリリースした。

## 芸術性と影響力
マイルズのラップスタイルは、コミカルで、甲高い歌声、奇妙な歌詞が特徴とされている。彼の音楽にはあえてリズムを外したようなスタイルや、アンダーグラウンドなプロダクションが取り入れられている。楽曲には、リズム感のないフロー、誇張されたファルセット、そして不条理または挑発的な歌詞がよく見られる。
Pitchforkは彼の作品を「ダチョウの悲鳴ラップ」と表現し、そのフローは「器用で独創的」と評している。HotNewHipHopは彼の韻踏みを「パロディに近い」と表現した。
マイルズとコラボレーションしたアメリカのラッパー、カニエ・ウェストは、マイルズを自身のお気に入りのラッパーの一人に挙げている。また、彼の娘でミュージシャンのノース・ウェストも、マイルズをお気に入りの音楽アーティストの一人であり、最も好きなラッパーであると述べている。

## ディスコグラフィ

### ミックステープ
| タイトル        | 発売年 |
| --------------- | ------ |
| Go on Tour Yuno | 2023   |
| YNX             | 2025   |

### EP
| タイトル                      | 発売年 |
| ----------------------------- | ------ |
| Knock Knock It's Santa Bitch  | 2022   |
| Yuno History                  | 2024   |
| Sound of Memories (with Esei) | 2024   |
| Yunotopia                     | 2024   |